# São Jorge do Patrocínio
São Jorge do Patrocínio è un comune del Brasile nello Stato del Paraná, parte della mesoregione del Noroeste Paranaense e della microregione di Umuarama.